# سهالة ثاورة
سحالة ثاورة بلدية جزائرية في دائرة تيسالة التابعة لولاية سيدي بلعباس شمال غرب الجزائر.